# Jokin Murguialday
Jokin Murguialday Elorza (Vitoria, 19 marzo 2000) è un ciclista su strada e ciclocrossista spagnolo di origine basca che corre per il team Euskaltel-Euskadi; è professionista dal 2021.

## Biografia
È il figlio dell'ex ciclista Javier Murguialday.

## Palmarès

### Strada

#### Altri successi
- 2019 (Caja Rural-Seguros RGA amateur)

Premio San Pedro
- 2021 (Caja Rural-Seguros RGA)

Classifica giovani Grande Prémio Internacional de Torres Vedras-Troféu Joaquim Agostinho
- 2022 (Caja Rural-Seguros RGA)

Classifica giovani Volta a Portugal

## Piazzamenti

### Competizioni mondiali
- Campionati del mondo su strada

Wollongong 2022 - In linea Under-23: 66º

### Competizioni continentali
- Campionati europei su strada

Zlín 2018 - In linea Junior: ritirato
Anadia 2022 - In linea Under-23: 73º